# Pinisi
Pinisi je način gradnje indonezijskih jedrenjaka. Pinisi nosi sedam do osam jedara na dva jarbola. Za razliku od većine klasičnih jedrenjaka i jedrilica, kod pinisa dva glavna jedra nisu otvorena podizanjem jarbola nego su pričvršćeni, a jedra se 'izvlače' poput zavjesa duž kuka koje su učvršćene oko središta jarbola.
Riječ pinis može značiti i oprema za jedrenje.
Pinisi brodove uglavnom su grade narod Konj u selu Ara, a buginski i makasareški pomorci pinisi-brod koriste za prijevoz tereta. Prije modernizacije brodova, pinisi-brodovi bili su glavno pomorsko prijevozno sredstvo u Indoneziji.
Danas se riječ pinisi koristi za sve vrste tradicionalnih jedrenjaka u Indoneziji, a godine 1986. jedan je pinisi dobio motorni pogon za sudjelovanje na svjetskoj izložbi tradicionalnih brodica u Vancouveru.
UNESCO je pinisi brodogradnju 2017. godine uvrstio na popis nematerijalne svjetske baštine.